# HMS Defence (1907)
La HMS Defence fu un incrociatore corazzato della classe Minotaur costruito per la Royal Navy nel 1907. Fu l'ultimo incrociatore corazzato costruito per la Royal Navy. Era in servizio nel Mar Mediterraneo quando iniziò il primo conflitto mondiale e prese parte all'inseguimento della Goeben e della Breslau. La Defence fu trasferita alla Grand Fleet nel gennaio del 1915.
La Defence fu affondata il 31 maggio 1916 durante la battaglia dello Jutland. Parte della scorta della Grand Fleet, incrociò involontariamente la linea di battaglia tedesca mentre inseguiva il naviglio sottile avversario. Venne presa di mira da un incrociatore da battaglia ed almeno quattro altre navi. Due salve raggiunsero la santabarbara di poppa innescando una serie di esplosioni che distrussero la nave che affondò senza lasciare superstiti.

## Descrizione

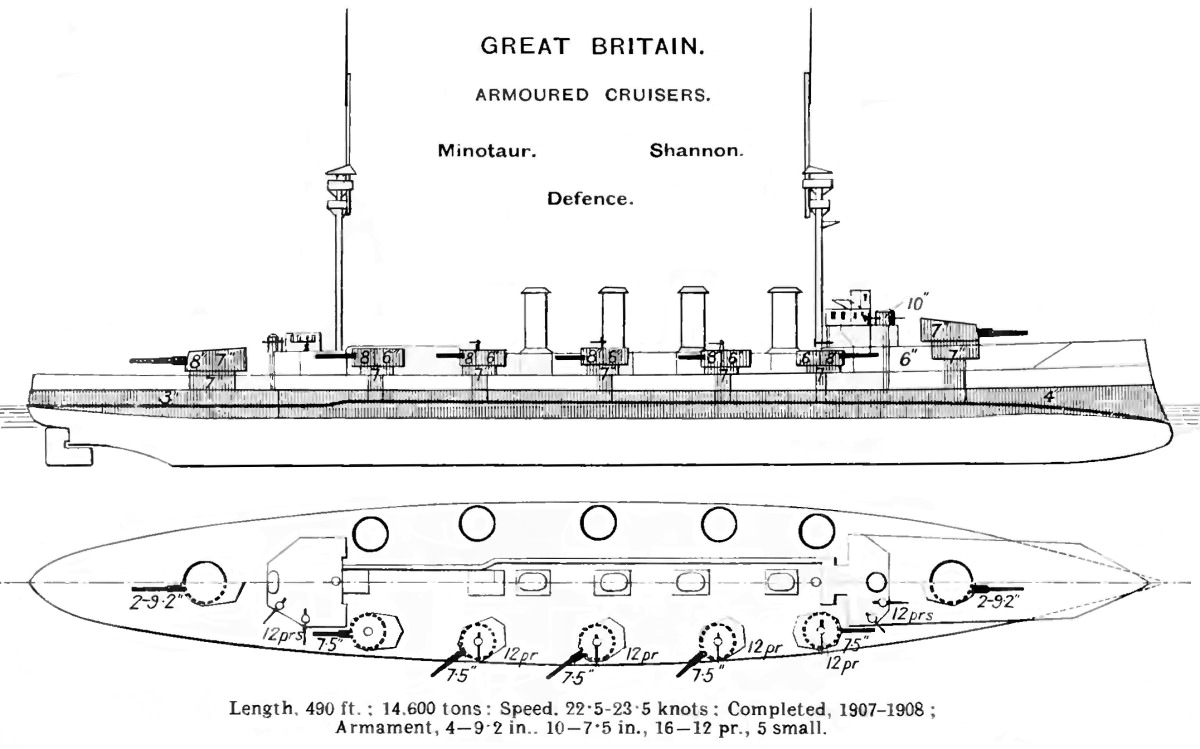
Profilo e pianta come riportato dal Brassey's Naval Annual del 1912. Le parti scure rappresentano le zone protette da corazza.

La Defence dislocava  14.800 t  al varo e   16.900 t a pieno carico. Lunga 158,8 m, e larga 22,7 presentava un'altezza massima di 22,7 m. Propulsa da una coppia di motori a vapore a tripla espansione che trasmettevano complessivi 27 000 cavalli vapore dichiarati (20.000 Kw) su due assi gli consentivano una velocità massima di 23 nodi. I motori erano alimentati da 24 caldaie a tubi d'acqua della ditta Yarrow. La nave poteva imbarcare fino a 2 090 t di carbone e 760 t di nafta, che veniva spruzzata sul carbone per migliorare la combustione. A pieno carico, l'autonomia massima era di 8.150 miglia (15.090 km) alla velocità di crociera di 10 nodi (19 km/h). L'equipaggio della Defence era composto da 779 uomini tra ufficiali e marinai.
L'armamento principale della nave era costituito da quattro cannoni BL 9.2-inch Mark X da 233,7 mm di calibro posti in due torrette, una a prua ed una a poppa. I cannoni secondari BL 7.5-inch Mark II da 191 mm erano posti a centronave in due file di torrette singole. Per la difesa dalle torpediniere erano installati sedici cannoni da 76 mm QF 12-pounder (three-inch) 18-cwt. Inoltre era dotata di cinque tubi lanciasiluri, da 450 mm, posti al di sotto della linea di galleggiamento, di cui uno a poppa.
La corazza di murata era costituita da uno spessore di 152 mm di Corazzatura cementata Krupp tra le due torrette principali, ma si riduceva verso le estremità della nave. Le torrette avevano una corazza spessa 152–203 mm. Lo spessore del ponte era compreso fra 38 e 51 mm. La torre di comando aveva una protezione di 254 mm.

## Servizio
La Defence fu ordinata nell'ambito del programma di costruzioni navali del 1904-05, ultima dei tre incrociatori corazzati della classe Minotaur (1906). Fu impostata nei Cantieri Reali il 22 febbraio 1905 presso Pembroke Dock, in Galles. Fu battezzata il 27 aprile 1907 dalla contessa di Cawdor, Lady Cawdored, entrò in servizio il 3 febbraio 1909 con un costo complessivo di 1.362.970 sterline. Fu assegnata per un breve periodo al 5th Cruiser Squadron (5ª squadra incrociatori) della Home Fleet finché non venne trasferita al 2nd Cruiser Squadron in seguito alla riforma della Home Fleet del 23 marzo 1909. Tre mesi dopo fu riassegnata al 1st Cruiser Squadron. fece da scorta alla nave da crociera RMS Medina nel 1911-1912 durante la crociera reale del Re Giorgio V verso l'India per partecipare al Delhi Durbar. Al ritorno a Plymouth all'inizio del 1912, la Defence fu trasferita presso la China Station (il comando navale britannico in Cina), dove rimase fino a dicembre quando gli fu ordinato di ricongiungersi al 1st Cruiser Squadron nel Mediterraneo assumendo la funzione di ammiraglia di squadra.

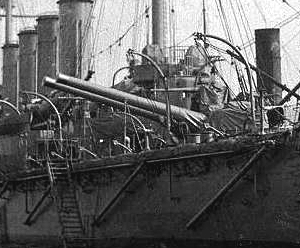
Dettaglio dell'armamento principale

All'inizio della prima guerra mondiale, fu coinvolta nell'inseguimento della Goeben e della Breslau, ma il contrammiraglio Ernest Troubridge decise di non affrontare il Goeben per la superiore potenza di fuoco e velocità dell'incrociatore da battaglia tedesco. Partecipò al blocco navale dei Dardanelli finché, il 10 settembre, non gli fu ordinato di partecipare all'inseguimento della squadra dell'ammiraglio von Spee nell'Atlantico del Sud. Il 14 settembre venne annullato l'ordine, dato che la squadra tedesca era rimasta nel Pacifico orientale e la nave tornò ad incrociare davanti ai Dardanelli. L'Ammiragliato ordinò di nuovo di dirigersi in Atlantico, ma all'arrivo all'altezza di Montevideo, in Uruguay il 3 novembre 1914, ricevette la notizia della vittoria britannica nella battaglia Battaglia di Coronel, avvenuta due giorni prima. In seguito incontrò i due incrociatori da battaglia HMS Inflexible e HMS Invincible e trasferì il proprio impianto di comunicazione radio a lungo raggio sulla Invincible prima di dirigersi verso il Sudafrica per scortare un trasporto truppe verso la Gran Bretagna. La Defence lasciò Table Bay, Città del Capo l'8 dicembre e si ricongiunse al 1st Cruiser Squadron della Grand Fleet all'arrivo in patria.
Nel periodo compreso tra il 1915 ed il 1916 furono installati sulla Defence due cannoni antiaereo QF 12-pounder (3-inch) 12 cwt (76,2 mm), sulla sovrastruttura di prua, ed QF 3-pounder (47 mm) all'estrema poppa.
Durante la Battaglia dello Jutland il 31 maggio 1916, condusse, come nave ammiraglia, il First Cruiser Squadron del contrammiraglio Robert Keith Arbuthnot. La Prima Squadra Incrociatori formava il fianco destro dello schieramento del naviglio sottile britannico, davanti alla Grand Fleet. La Defence era posta a destra del centro della linea britannica. Alle 17:47, La Defence, e la HMS Warrior, le due navi alla testa della squadra, avvistarono una squadra di incrociatori tedeschi, il II. Aufklärungsgruppe ed aprirono il fuoco. Le loro salve caddero troppo corte e due incrociatori virarono a sinistra per inseguire le navi tedesche, tagliando la rotta davanti al HMS Lion, che fu costretto a virare per evitare la collisione. Subito dopo, avvistarono l'incrociatore leggero SMS Wiesbaden che andava alla deriva, e si avvicinarono per colpirlo. Quando le due navi britanniche si avvicinarono a 5.000 m dal Wiesbaden furono avvistate alle 18:05 dall'incrociatore da battaglia SMS Derfflinger e da quattro navi da battaglia che erano ad una distanza inferiore a 7.300 m. Le navi tedesche aprirono un intenso fuoco sui due incrociatori britannici ed il Defence fu colpito da sue salve consecutive che innescarono l'esplosione della santabarbara della torretta principale di poppa dei cannoni da 233 mm. L'incendio si propagò ai depositi delle cariche dei cannoni da 191 mm che esplosero in sequenza. La nave esplose alle 18:20 uccidendo tutto l'equipaggio; compreso tra 893 ed 903 uomini.

## Il relitto dellaDefence
All'epoca dell'affondamento, si ritenne che la nave fosse stata completamente distrutta dall'esplosione, ma nel 1984 Clive Cussler e la NUMA scoprirono il relitto sul fondo del Mare del Nord alle coordinate 56°58′02″N 5°49′50″E. Fu esplorato nel 2001 da un'équipe subacquea diretta dall'archeologa Innes McCartney che lo trovò piuttosto integro, rispetto alla violenza delle esplosioni che ne causarono l'affondamento. La Defence, insieme agli altri relitti della battaglia dello Jutland, è stato dichiarato protetto come cimitero di guerra sottomarino, ospita circa 900 salme.

### Riferimenti
1. ↑  Burt, pp. 93-94.
2. ↑  Burt, p. 94.
3. ↑  Burt, p. 86.
4. ↑  Burt, p. 89.
5. ↑  Parkes, p. 447.
6. ↑  Burt, pp. 89, 91.
7. ↑  Gardiner e Gray, p. 13.
8. 1 2 3  Burt, p. 91.
9. ↑  Corbett, p. 65.
10. ↑  Corbett, pp. 291, 314.
11. ↑  Burt, p. 87.
12. 1 2  Marder, pp. 97-98.
13. ↑  Brown, p. 167.
14. ↑  Burt, p. 92.
15. ↑   Clive Cussler, North Sea and English Channel Hunt, su numa.net, National Underwater and Marine Agency. URL consultato il 18 gennaio 2015.
16. ↑   Warships found, su divernetxtra.com, DIVER magazine, 29 giugno 2001. URL consultato il 4 marzo 2011 (archiviato dall'url originale il 10 luglio 2011).
17. ↑   The Armoured Cruiser HMS Defence: A Case Study in Assessing the Royal Navy Shipwrecks of the Battle of Jutland 1916 as an Archaeological Resource, su academia.edu, vol. 41, n. 1, International Journal of Nautical Archaeology, 1º marzo 2012,  56–66, DOI:10.1111/j.1095-9270.2011.00331.x. URL consultato il 18 gennaio 2015.
18. ↑   Statutory Instrument 2006 No. 2616 The Protection of Military Remains Act 1986 (Designation of Vessels and Controlled Sites) Order 2006, su opsi.gov.uk, Queen's Printer of Acts of Parliament. URL consultato il 20 novembre 2009.